# Hammesberg
Das Wuppertaler Wohnquartier Hammesberg ist eines von drei Quartieren des Stadtbezirks Heckinghausen.

## Geographie
Das 2,33 km² große Wohnquartier umfasst die Einfamilienhaussiedlungen (hervorgegangen aus alten Hofschaften) Hammesberg und Konradswüste und große Teile des ehemaligen Standortübungsplatzes und heutigen Naherholungsgebietes Scharpenacken sowie den südlichen Teil der Barmer Anlagen, den Barmer Wald. Im Blombachtal liegt der Wohnplatz und das heutige Gewerbegebiet Kupferhammer.
Es wird im Osten von der Landesstraße 58 (ehemals Bundesstraße 51) und der Bundesautobahn 1 und im Norden abschnittsweise von dem Murmelbach und im Süden abschnittsweise von dem Schmalenhofer Bach im Blombachtal begrenzt. Die höchste Erhebung ist der 327 Meter hohe Scharpenacker Berg, der als Erhebung auch Hammesberg genannt wird. Im Wohnquartier befindet sich eine Grundschule.
Durch das Wohnquartier fließt der Norrenberger Bach.

## Siedlungsgeschichte
Um 1715 existierten laut der Topographia Ducatus Montani fünf Höfe im heutigen Wohnquartier: Wüste (1805: Weuste, 1824: Conrads Wüste), Scharpenacker, Plocksburg, Norrenberg und das namensgebende Hammersberg, das 1715 Hamelsberg und 1840 Hamersberg genannt wurde. Während Scharpenacker ein Einzelhof blieb und 1936 mit der Einrichtung des Standortübungsplatz aufgelassen wurde, entwickelten sich aus den anderen vier Höfen die heute durchgängige Bebauung des Wohnquartiers.
Der Siedlungskern von Hammesberg gehörte 1832 zur Scharpenacker Rotte des ländlichen Außenbezirks der Stadt Ronsdorf. Der laut der Statistik und Topographie des Regierungsbezirks Düsseldorf als Weiler kategorisierte Ort besaß zu dieser Zeit sechs Wohnhäuser und drei landwirtschaftliche Gebäude. Zu dieser Zeit lebten 50 Einwohner im Ort, alle evangelischen Glaubens. Im Gemeindelexikon für die Provinz Rheinland von 1888 werden vier Wohnhäuser mit 94 Einwohnern angegeben.

## Etymologie
Der etymologische Ursprung der alten Ortsbezeichnung Hammesberg ist der Personenname „Ham“. 1666 wird in den Lüttringhauser Kirchenregistern ein Hamman Vorm Berg erwähnt, der einen sehr ausgedehnten Grundbesitz hinterlassen hatte. Hamman ist nach Wilhelm Crecelius eine Koseform für Johannes. Am Schmalenhofer Bach befanden sich 1715 am Fuß des Scharpenacker Bergs (Hammesberg) zwei Hammerwerke. Ob der Name Hammesberg/Hamersberg sich eventuell von diesen Hammerwerken ableitet, ist ungeklärt.
Die Ortsbezeichnung als Hammesberger Straße (in der Literatur ist die Straße als Hammesberg benannt) taucht erstmals 1870 im Adressbuch des Kreises Lennep auf. Die Benennung des Hammesberger Wegs erfolgte zwischen 1906 und 1925, ein genaues Datum ist nicht bekannt.

## Die Straßen „Hammesberger Straße“ und „Hammesberger Weg“
Der Hammesberger Weg beginnt an der Landesstraße 58 und verläuft die ersten rund 230 Meter in südlicher Richtung, danach wendet sich die Straße in westlicher Richtung. Kurz darauf geht eine 50 Meter lange Stichstraße nach Norden ab. Rund 340 Meter nach Beginn des Hammesberger Wegs stößt der Straßenverlauf an die Bahnstrecke von Oberbarmen nach Ronsdorf (Bahnstrecke Wuppertal-Oberbarmen–Opladen), dreht nach Süden ab und überbrückt die Bahnstrecke nach weiteren 120 Metern. Rund 540 Meter nach Beginn des Hammesberger Wegs endet die Straße und führt als Hammesberger Straße weiter, die sich dann in nordwestlicher Richtung fortsetzt. Nach rund 350 Metern geht eine 320 Meter lange Stichstraße in nordöstlicher Richtung ab. Die Hammesberger Straße führt noch rund 70 Meter in nordwestlicher Richtung und endet an der Straße Zur Konradswüste.

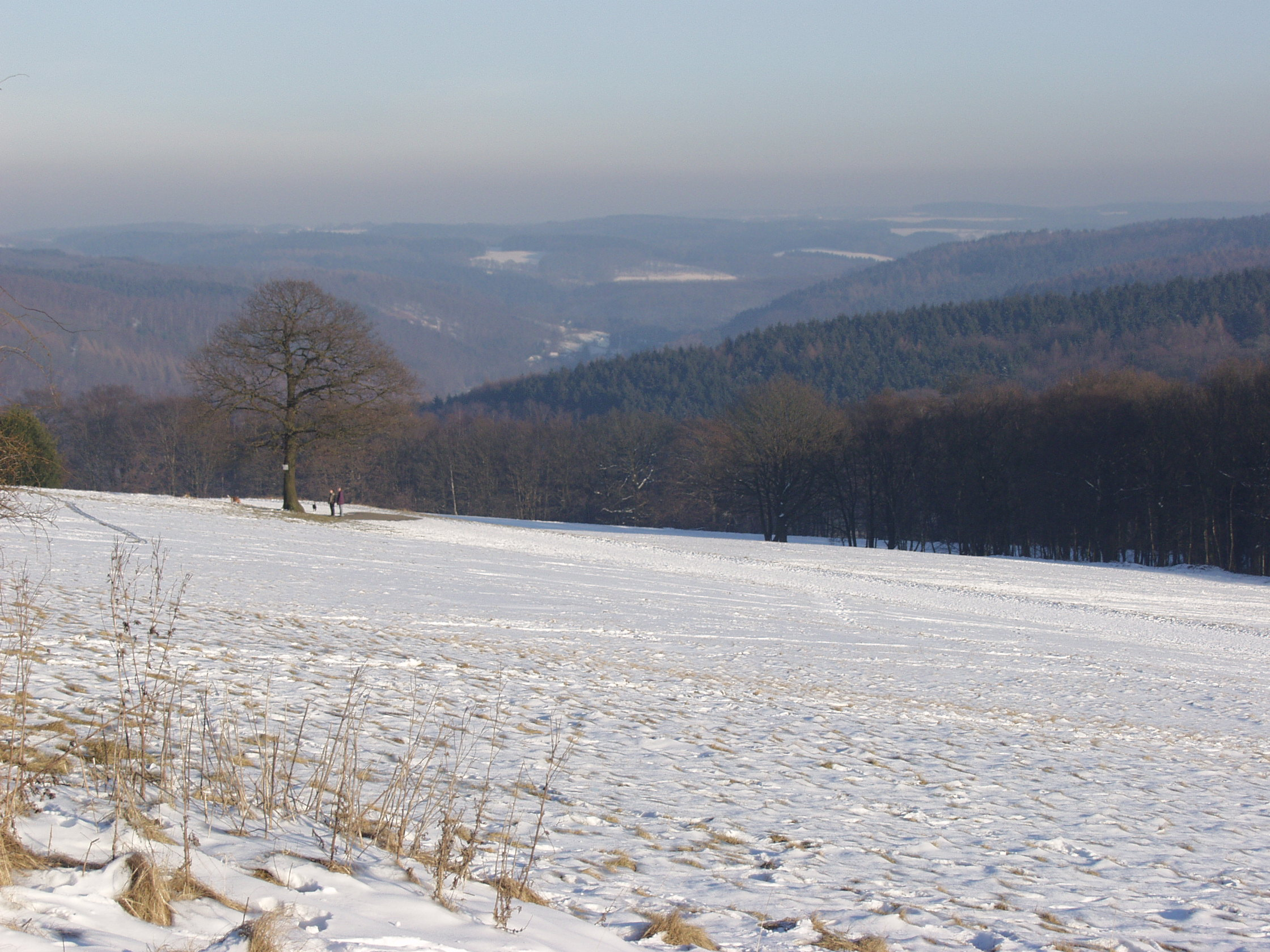
Blick vom „Scharpenacken“ unweit Konradswüste in das Wuppertal gen Osten
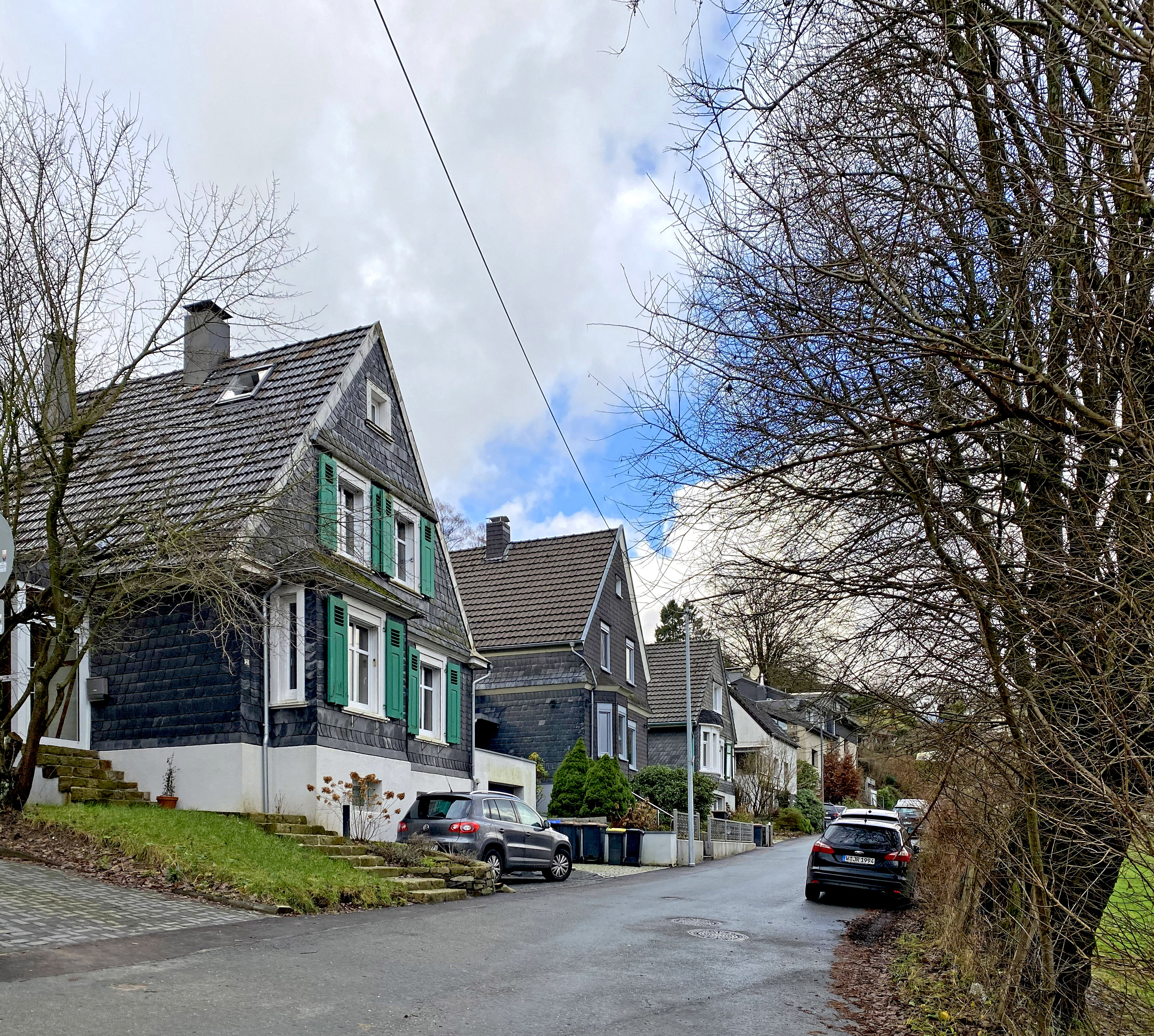
Schieferhäuser Hammesberg
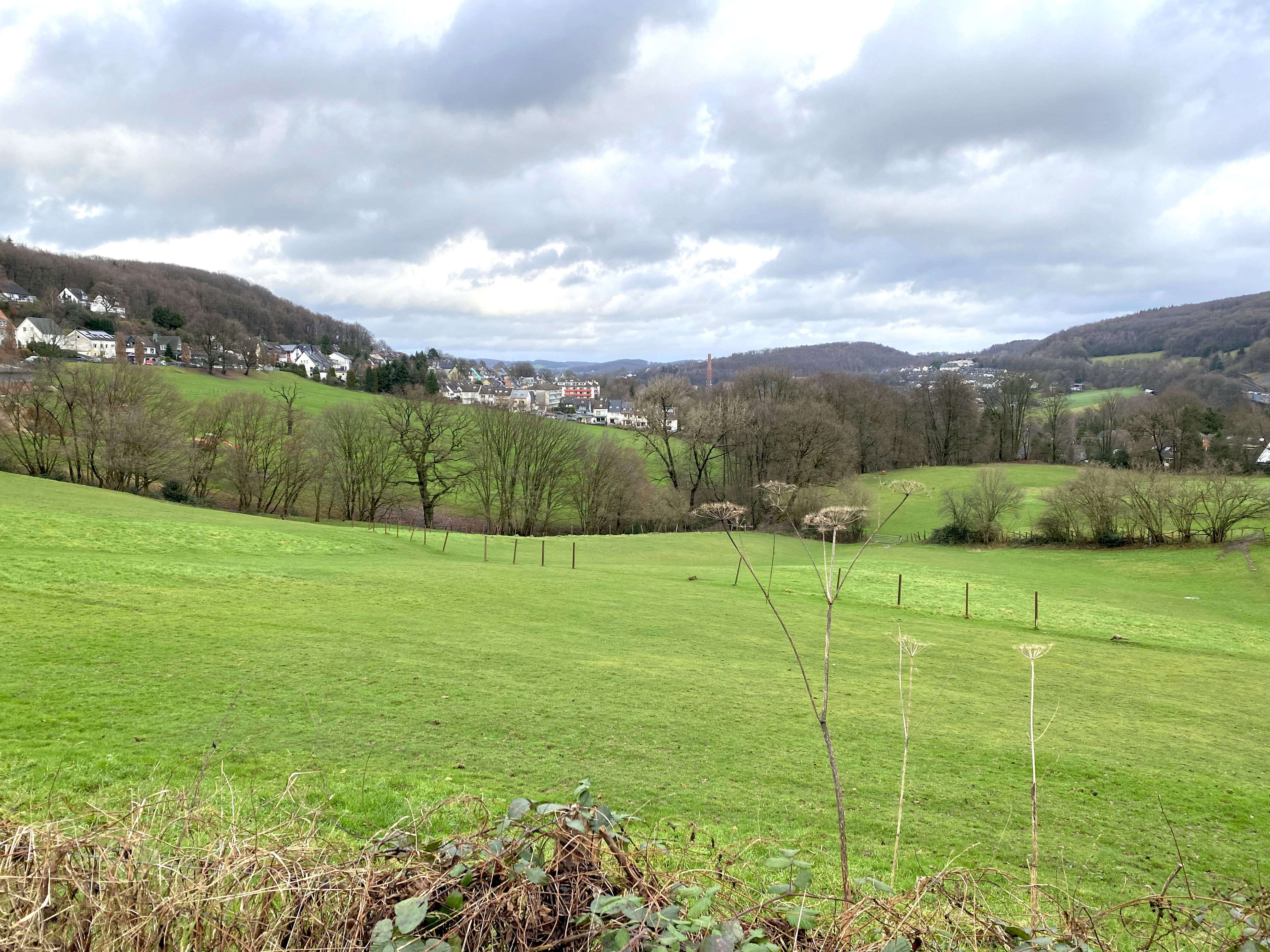
Große Freifläche nordöstlich Hammesberg